# Kopyto

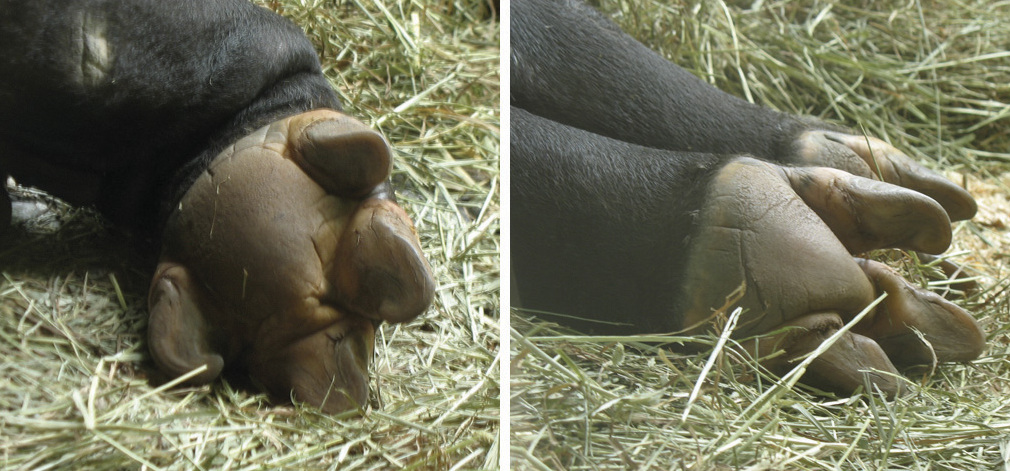
Nedokonalá kopyta tapíra

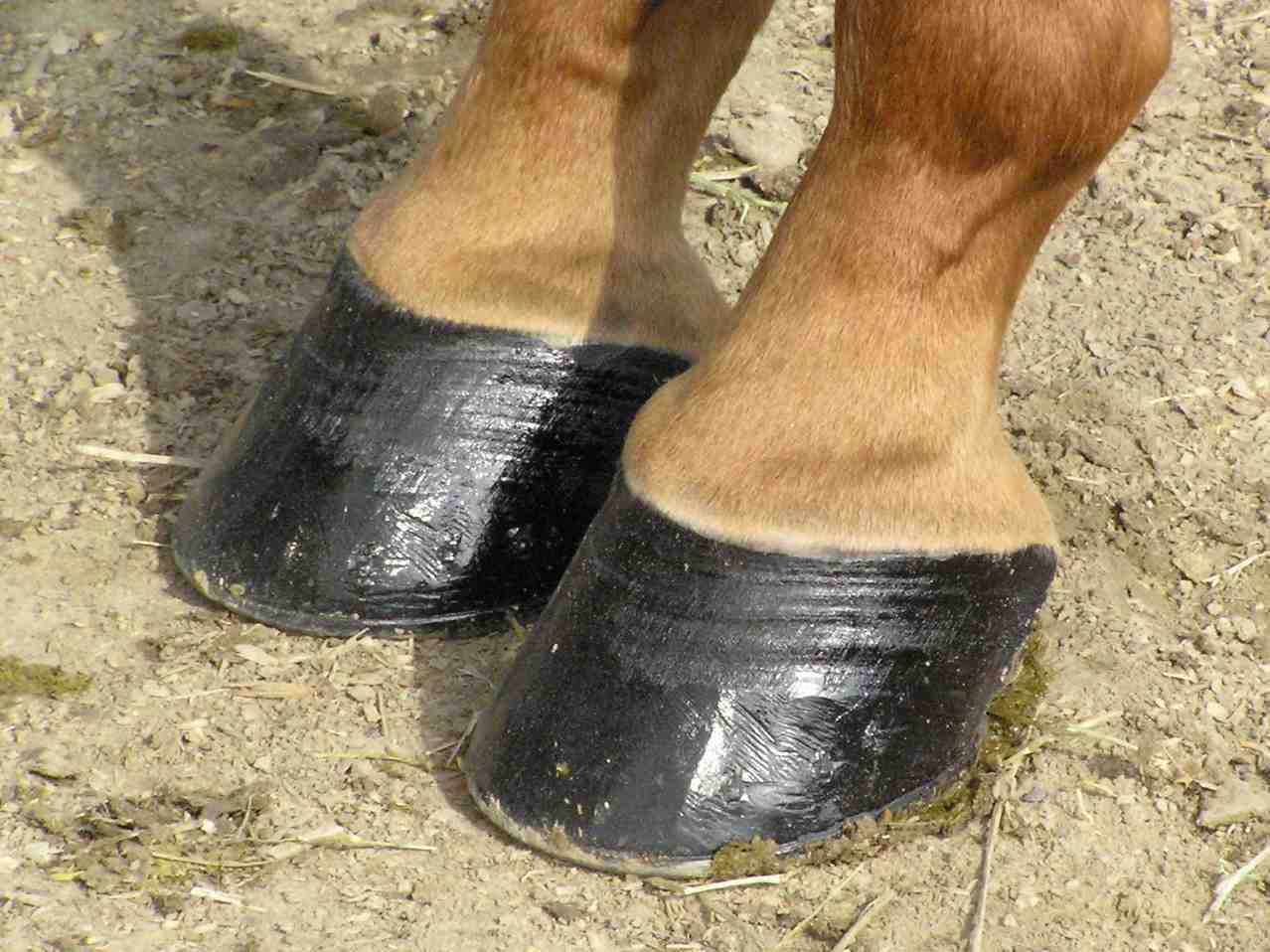
Kopyta koně

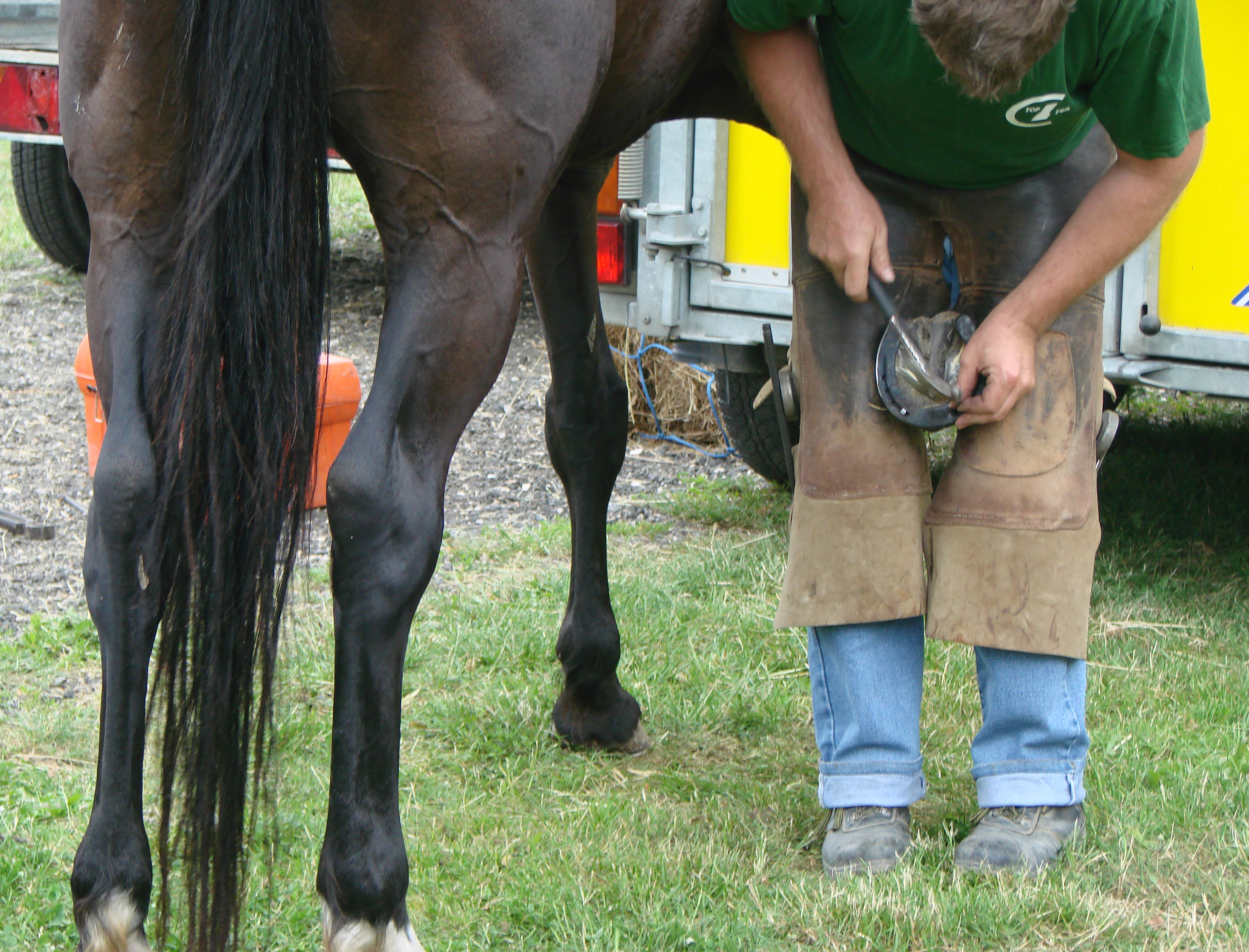
Kování koně

Kopyto (ungula) je tvrdé rohovité symetrické pouzdro na posledním článku prstů. Mají ho kopytníci, savci z řádu lichokopytníků. Kopytníci z řádu sudokopytníků mají na posledním článku prstů taktéž rohovinové pouzdro, ale nesymetrické. Kopyto sudokopytníků se v moderní terminologii nazývá pazneht. Kopytníci patří mezi prstochodce, při chůzi nenašlapují na chodidlo, ale jen na prsty.

## Evoluce
Průběhem evoluce byly původně pětiprsté savčí končetiny u lichokopytníků redukovány. U nosorožců na tři prsty, u tapírů na tři prsty na zadních končetinách a čtyři na předních. Čtvrtý je na noze vzadu a je posunut výše, proto je pro chůzi bezvýznamný, tapír na něj nenašlapuje. U čeledě koňovitých, tj., u koně, osla a zebry zůstal jen jeden, původně prostřední prst.
Rozdílná redukce končetin u zvířat se společným prapředkem je důsledek přizpůsobení se rozdílnému životnímu prostředí. U tapírů a nosorožců kteří se pohybovali ve vlhké měkké půdě byla chůze po více prstech výhodnější, měli větší nášlapnou plochu a stabilitu. Koňovití se přesunuli do stepí s tvrdší půdou a větším počtem šelem, kde pro přežití museli vyvinout při běhu vyšší rychlost. K tomu jim napomohlo prodloužení končetin i přesunutí váhy na jeden prst.

## Popis
U tapírů a nosorožců je krátký poslední prstní článek rozšířen a na povrchu je pokryt rohovinovým kopytem. Převážná váha těla spočívá obvykle na třetím, prostředním prstu který je nejširší i nejsilnější, je natočen do osy končetiny. Ostatní dva prsty jsou podpůrné při chůzi v bahnité půdě.
Vývojově pokrokovější koňovití mají prst jen jeden, třetí, který je přetvořen v dokonalé kopyto. Z druhého a čtvrtého prstu zbyly jen tzv. kosti bodcové přiléhající těsně k dlouhému záprstí neboli nártu. Jediný prst je tvořen třemi kostmi, první se jmenuje kost spěnková, druhá korunková a třetí kopytní. K zadní stěně kopytní kosti přiléhá ještě střelka, kost vzniklá ztvrdnutím vaziva. Kopytní kost, střelka a spodní hlavice korunkové kosti jsou obaleny silným zrohovatělým pouzdrem – kopytem, které stále dorůstá. Kopyto je analogický orgán jako jsou dráp nebo nehet jiných savců.

## Domestikace
Při chůzi se koňské kopyto dotýká země pouze vystouplým chodidlovým okrajem, měkčí chodidlo s vystouplou střelkou se tvrdého podkladu (např. silnice) nedotýká, je ve styku s jen s měkkým podkladem (např. louka). Pokud chodí neokovaný kůň často po tvrdém materiálu, vystouplý okraj chodidla z rohoviny si obrousí a pak našlapuje i na střelku, to mu způsobuje bolest. Při okovávání se podkovy zatloukají pouze do tohoto okraje, hřeby nesmějí zasáhnout střed kopyta, měkké chodidlo a střelku.
Při chovu koňů, oslů, mul a mezků se dlouhodobě sváří dva tábory, zda je pro zvíře vhodnější okovat ho nebo nechat "naboso". Každý má svou pravdu.